# Мейжиньюш
Мейжиньюш (порт. Meijinhos)  —  район (фрегезия) в Португалии,  входит в округ Визеу. Является составной частью муниципалитета Ламегу. По старому административному делению входил в провинцию Траз-уж-Монтиш и Алту-Дору. Входит в экономико-статистический  субрегион Доуру в составе Северного региона. В 2001 году население насчитывало 104 человека. Занимает площадь 2,74 км².
Покровителем района считается Дева Мария (порт. Nossa Senhora das Dores). 